# Kerekgede
Kerekgede (szlovákul: Hodejovec) község Szlovákiában, a Besztercebányai kerületben, a Rimaszombati járásban.

## Fekvése
Rimaszombattól 18 km-re délre, a Cseres-hegység dombjai között fekszik.

## Története
1246-ban "Gede" néven említik először, a Hont-Pázmány nemzetség birtoka volt. Kerekgede néven az 1427-es adóösszeírásban említik először. A 15. században a Kaplony és a Pálóci családé. A 16. századtól az ajnácskői váruradalomhoz tartozott. A török támadásai a falu lakosságát megnegyedelték. 1773-ban csak 10 jobbágy és 2 zsellércsalád lakta. 1828-ban 39 házában 361 lakos élt, akik főként mezőgazdaságból éltek.
Vályi András szerint: "Kerek Gede. Magyar falu Gömör Vármegyében, földes Urai kúlömbféle Urak, lakosai katolikusok, fekszik Putnokhoz három, Rimaszombathoz 1 1/2 mértföldnyire, határbéli földgyének nagyobb részsze közép termékenységű, de hegyes mellyet a’ záporok járnak, eladásra helye Rimaszombatban, legelője szoross, fája mind a’ két féle, második Osztálybéli."
Fényes Elek szerint: "Kerekgede, Gömör v. magyar falu, Serkéhez 1 órányira: 361 kath. lak. F. u. többen."
Gömör-Kishont vármegye monográfiája szerint: "Kerekgede, a feled-füleki vasútvonal közelében fekvő magyar kisközség, 92 házzal és 393 róm. kath. vallású lakossal. Hajdan Ajnácskő vár tartozéka volt s annak sorsában osztozott. 1427-ben Keregede, a XVII. században pedig Kerékgedő néven említik. A mult század elején az Egerfalussy, a De La Motte grófi, a báró Vécsey és a báró Kemény család volt a birtokosa, most pedig báró Kemény Jenő. A kath. templom építési ideje ismeretlen. Ide tartoznak Vigyorgó, Sektörő és Sziget puszták. A község postája Várgede, távírója és vasúti állomása Feled."
A trianoni békeszerződésig területe Gömör-Kishont vármegye Feledi járásához tartozott. 1938 és 1944 között újra Magyarország része volt.

## Népessége
| Év:            | 1994. | 2004.   | 2014.   | 2024.    |
| -------------- | ----- | ------- | ------- | -------- |
| Emberek száma: | 206   | 196     | 197     | 157      |
| Eltérés:       |       | -4,85 % | +0,51 % | -20,30 % |

| Év:            | 2023. | 2024.   |
| -------------- | ----- | ------- |
| Emberek száma: | 158   | 157     |
| Eltérés:       |       | -0,63 % |

1910-ben 423-an, túlnyomórészt magyar anyanyelvűek lakták.
2001-ben 209 lakosából 115 magyar és 89 szlovák volt.
2011-ben 199 lakosából 99 szlovák és 89 magyar volt.

## Nevezetességei
- Szent Márton tiszteletére szentelt, római katolikus temploma 1737-ben barokk stílusban épült. 1836-ban klasszicista stílusban építették át.

## Külső hivatkozások
- Községinfó
- Kerekgede Szlovákia térképén
- Kerekgede a Gömöri régió honlapján
- E-obce.sk Archiválva 2007. december 8-i dátummal a Wayback Machine-ben